# ريتشارد هوارد
ريتشارد هوارد (بالإنجليزية: Richard Howard)‏ (و. 1929 – م) هو معجمي، ولغوي، ومترجم، وناقد أدبي، وشاعر، من الولايات المتحدة الأمريكية، ولد في كليفلاند، أوهايو، هو عضوٌ في الأكاديمية الأمريكية للفنون والآداب.

## التعليم
تعلم في جامعة باريس، وجامعة كولومبيا.

## مناصب وهيئات
أدار جامعة هيوستن، وجامعة كولومبيا.

## جوائز
حصل على جوائز منها:
- جائزة القلم للترجمة [الإنجليزية]‏ (1976)
- جائزة بوليتزر عن فئة الشعر
- جائزة لامدا الأدبية
- فارس وسام الاستحقاق الوطني
- زمالة غوغنهايم
- زمالة ماك آرثر
- جائزة الكتاب الوطني  [لغات أخرى]‏.

## وصلات خارجية
- ريتشارد هوارد على موقع الموسوعة البريطانية (الإنجليزية)
- ريتشارد هوارد على موقع ميوزك برينز (الإنجليزية)
- ريتشارد هوارد على موقع إن إن دي بي (الإنجليزية)
- ريتشارد هوارد على موقع ديسكوغز (الإنجليزية)